# ۱۰۹۳ (قمری)
۱۰۹۳ (قمری)، هزار و نود و سومین سال در گاهشماری هجری قمری است. اول محرم این سال برابر با دهم ژانویه سال ۱۶۸۲ میلادی است.